# Strade Bianche femminile
Strade Bianche femminile ist das Frauenradrennen im Rahmen der Radsportveranstaltung Strade Bianche.
Das Eintagesrennen wird für Frauen seit dem Jahr 2015 ausgetragen. Erste Siegerin wurde die US-Amerikanerin Megan Guarnier. Der Wettbewerb wurde im Jahr 2016 in den Kalender der neu eingeführten UCI Women’s WorldTour aufgenommen.
Wie auch das Männerrennen führt der Parcours von Siena auf einem Rundkurs zurück in die Altstadt von Siena, wo die Piazza del Campo über die steile Via Santa Caterina erreicht wird. Unterwegs werden eine Reihe von Schotterstraßen in Angriff genommen. Der Parcours ist fast identisch zu dem der Männer, die am selben Tag fahren; allerdings wird eine längere Schleife rund um Buonconvento ausgelassen, ebenso wie der 11 km lange Schotterabschnitt von Monte Sante Marie. Für die Ausgabe 2024 wurde das Finale modifiziert; die letzten Sektoren von Colle Pinzuto und Le Tolfe werden nun zweimal befahren. Die Länge des Rennens beträgt nach wie vor knapp 140 km.

## Palmarès
| Jahr | Sieger                      | Zweiter              | Dritter                |
| ---- | --------------------------- | -------------------- | ---------------------- |
| 2015 | Megan Guarnier              | Lizzie Armitstead    | Elisa Longo Borghini   |
| 2016 | Lizzie Armitstead           | Katarzyna Niewiadoma | Emma Johansson         |
| 2017 | Elisa Longo Borghini        | Katarzyna Niewiadoma | Lizzie Deignan         |
| 2018 | Anna van der Breggen        | Katarzyna Niewiadoma | Elisa Longo Borghini   |
| 2019 | Annemiek van Vleuten        | Annika Langvad       | Katarzyna Niewiadoma   |
| 2020 | Annemiek van Vleuten        | Mavi García          | Leah Thomas            |
| 2021 | Chantal van den Broek-Blaak | Elisa Longo Borghini | Anna van der Breggen   |
| 2022 | Lotte Kopecky               | Annemiek van Vleuten | Ashleigh Moolman       |
| 2023 | Demi Vollering              | Lotte Kopecky        | Cecilie Uttrup Ludwig  |
| 2024 | Lotte Kopecky               | Elisa Longo Borghini | Demi Vollering         |
| 2025 | Demi Vollering              | Anna van der Breggen | Pauline Ferrand-Prévot |